# عمارة أذربيجان
العمارة الأذربيجانية (بالأذرية: Azərbaycan memarlığı)‏ هي مصطلح يطلق على الفن المعماري الذي تم تطويره وتطبيقه في دولة أذربيجان.
و هذا النوع من المعمار يخلط عناصر كثيرة من الشرق والغرب، كما يوجد في أذربيجان مباني معمارية قديمة قيمة جداً مثل برج الميدان في العاصمة باكو.
تعتبر العمارة الأذربيجانية عنصراً مهماً في الثقافة الإسلامية.

## تاريخ العمارة
العمارة هي نظام من المباني والهياكل يخلق بيئة مكانية للحياة البشرية والأنشطة.إنه فن إنشاء المباني وفقًا لقوانين جمال المباني والهياكل.جنبا إلى جنب مع العمارة الضخمة، كما تم تطوير العمارة الشعبية على مر التاريخ.كانت هندسة الشعب، التي تعكس نمط الحياة والرؤية الجمالية للأشخاص الذين ينتمون إليه، مصدرًا للإبداع الذي لا ينضب للهندسة المعمارية الضخمة.
تبدأ بداية تاريخ العمارة بالكهوف الطبيعية التي يسكنها أناس بدائيون.تم اكتشاف كهف أزوخ في سفوح جبال القوقاز الكبرى والأقل في أراضي أذربيجان، وجبال تاليش، وجمهورية ناخيتشيفان ذات الحكم الذاتي، وزانجيلان، وكالباجار، وجاداباي، وخانلار، وشماخى، وأخيراً منطقة فيزولي.جنبا إلى جنب مع المستوطنات القديمة التي تم اكتشافها في غوبوستان، تنتشر الآثار المعمارية المغليثية - كرومرلكس، ومينهيرس، ودولمينس، وهياكل العمق على نطاق واسع في أذربيجان.تسمى هذه الأجهزة، المبنية من الحجارة الطويلة، «القلعة» أو «الفرسان».تتم الإشارة إلى المباني الدفاعية في جدار تشالكسانكالا (العصر البرونزي) بالقرب من مدينة ناختشفان وجدار غاراتابا على سواحل أرباشاي في المباني القديمة.تم اكتشاف مباني الحصن (باستام، دانالي، جالاوغلو، إلخ) في إقليم جنوب أذربيجان، بالقرب من أراز.في أراضي أذربيجان في القرنين التاسع، تم بناء المدن، وتم بناء مباني الدفاع وجدران القلعة الرائعة.يُظهِر مجمع الآثار في منطقة الحسنلي، دراسة الصخور على ضفاف بحيرة أورميا، أنه في أذربيجان، وجد القرن السابع من القرن السابع نوعًا من المساكن.في القرن السابع، تغير تطور العمارة في أذربيجان من حيث انتشار الإسلام.في العمارة، المباني الجديدة من نوعها - المساجد، المدارس الدينية، المقابر، القوافل وغيرها. البناء كان الخط الرئيسي.خلال هذه الفترة، بالإضافة إلى المنشآت المتعلقة بالدين الإسلامي، تم بناء المعابد المسيحية والتحصينات الدفاعية في بعض مقاطعات ألبانيا القوقازية.من بينها قلعة جاوانشير (حوالي القرن السابع)، ومجمع الحصون بالقرب من قرية يوخاري أسايبارا في منطقة غازاخ (القرنين الخامس والثامن)، والمعابد الألبانية في قرية أميرلي العظمى (القرن الرابع إلى الثامن) في منطقة غابالا، والكنيسة الألبانية في مدينة أوغوز (القرون الوسطى)، الكنيسة الألبانية في منطقة خوجافاند في ناغورنو كاراباخ (القرن الأول)، إلخ. يجذب الانتباه.خلال صعود الخلافة العربية، كان مركز تطوير العمارة الأذربيجانية هو بردا.وقد تم القيام بأعمال بناء كبيرة في بردا، وقد تم بناء العديد من المساجد والمباني الدينية الأخرى، والكارافانسرائي، والسوق، والحمامات.

## مدارس معمارية
في القرنين العاشر والثاني عشر تم إنشاء العديد من المدارس المعمارية في أذربيجان.وهي مدارس أران، وتبريز، ونخشفان، وشيرفان، وأبشيرون المعمارية.كان هناك نمط عام من القرب بين هذه المدارس المعمارية.تم تدمير معظم المباني التي تم إنشاؤها من قبل المدرسة المعمارية آران (غانجا، باردا، بيلاجان) خلال زلزال جانجا (1139) والهجمات المنغولية (القرن الثالث عشر).3 جسور على نهر جانجا (القرن الثاني عشر)، المباني السكنية في بيلاجان، الحمامات وهلم جرا. تخلق بقايا مدرسة آران المعمارية فكرة واضحة عن خصائص الأسلوب.يتم اختيار المعالم الأثرية للمدرسة المعمارية ناختشفان من خلال استخدام روائع الحلي المزينة بزخارف متعددة الألوان في المباني، بينما يتم اختيار المباني التابعة لمدرسة شيروان-أبشيرون عن طريق التقسيمات المعمارية البسيطة والزخارف الزخرفية المنحوتة.للحصول على أفضل الآثار في تبريز، تعد الهندسة المعمارية للعمارة ومجموعة متنوعة من الديكورات نموذجية.تنعكس أنماط مدرسة ناختشفان في أبراج الديكور المتوازنة والغنية والمباني الأخرى.أعلى قمة في هذه المدرسة هي إبداع مقابر يوسف بن قصير (1162) ومبان خبار (1186) في ناختشفان، وكذلك مؤلف مجمع المباني الدينية غير الموجودة، والمهندس المعماري عجمي أبو بكر ناختشفاني.كان للتأليفات وتقنيات الزينة الزخرفية التي أنشأها أغامي تأثير كبير على شواهد القبور في أذربيجان وفي بعض البلدان.تلعب آثار المراغة بالقرب من العجمي دورًا هامًا في تطوير العمارة الأذربيجانية.من بينها قبة القبة الزرقاء (1196 ، المهندس المعماري أحمد محمد أوغلو)، قبر «القبة الحمراء» (1148 ، المهندس المعماري بكير محمد).
تم بناء الطرق المعمارية لمدرسة ناختشفان في شواهد القبور الحجرية - مقبرة غولشتان بالقرب من قرية كوجا في جمهورية ناختشفان ذات الحكم الذاتي (أوائل القرن الثالث عشر)، الشيخ بابي ياغوبي قبر قرية بابي في منطقة فزولي (1273-1274 معماري علي مجادين) ومريالي قبر قرية أشاجي فييسالي (XIII) قرون الرابع عشر)، بردة (1322 ، المهندس المعماري أحمد بن أيوب الحافظ ناختشفاني).
وصلت أسماء العديد من المهندسين المعماريين والمصممين الأذربيجانيين الذين عاشوا وعملوا في القرنين العاشر والثاني عشر إلى النقوش على العديد من المباني والأطباق الحجرية والديكورات الزينة.ومن بينهم محمد بن جعفر (بلاط محفور في مقبرة «النبي» في منطقة بيلاجان، القرن العاشر)، إبراهيم بن عثمان (بوابة جانجا، 1063)، محمد أبو بكر أوغلو (مسجد سينيققله في باكو) وغيرهم. لقد خلقوا أثمن الأمثلة على الهندسة المعمارية الأذربيجانية في القرنين الرابع عشر.في القرنين الثاني عشر والثالث عشر، تم بناء عدد من الجسور الرائعة في أذربيجان.تعد الهياكل الحجرية للآثار المعمارية في شيروان-أبشيرون، وأسطورة الحلول الفضائية للمباني، ونحت الزخارف على الحجر نموذجية.برج ضريح (مبنى 1216 ، مهندس معماري من القرن الرابع عشر، عبد القادر مسعود أوغلو، قلعة دوردكنك، القرن الرابع عشر)، حصن نارداران (1301 ، مهندس محمود، مئذنة سيققالا في باكو، 1078 ، محمد أبوبكر أوغلو)، برج العذراء (القرن الثاني عشر، المهندس المعماري ميسود دافود أوغلو) ابن حزين)، قلعة رامانا (القرن الرابع عشر) وغيرها. هذا هو واحد من أفضل المعالم في المدرسة.في نهاية القرن الثالث عشر، أصبحت تبريز مركزًا معماريًا مهمًا لنقل العاصمة إلى تبريز.في القرنين الخامس عشر والسابع عشر، عمل المهندسون الأذربايجانيون أيضًا في بلدان أخرى، مما خلق نماذج مثيرة للاهتمام للحرف اليدوية في مدن مختلفة.بورصا، القاهرة، بغداد، دميرجابى (ديربنت)، هرات، سمرقند وغيرها. ظلت «توقيعات» المعماريين الأذربايجانيين في عدد من المعالم المعمارية في المدن.فيما يتعلق بتطوير التجارة في القرن السابع عشر إلى الثامن عشر، توسع بناء المباني المختلفة.تم بناء القوافل في شماخى، جانجا وباكو، أردبيل (سوق قيصرية) وأسواق تبريز، وكذلك المباني والمنازل الدينية.

## منازل الحمام
في هذه الأوقات انتشرت الحمامات في أذربيجان على نطاق واسع.ولا تزال أفضل الأمثلة على الحمامات الأذربيجانية في قرية نارداران في أبشيرون، وإيشيري شيهير باكو، وبازل (القرن السابع عشر)، وغانجا، وشوشا، وغوبا، وأغدام.
بعد توحيد أذربيجان في القرن التاسع عشر، كان لتشكيل المباني الجديدة أهمية كبيرة في تطوير العمارة.في منتصف القرن التاسع عشر تم بناء مبانٍ ومنازل جديدة مثل المسارح والمدارس والمستشفيات.

## ألبوم الصور

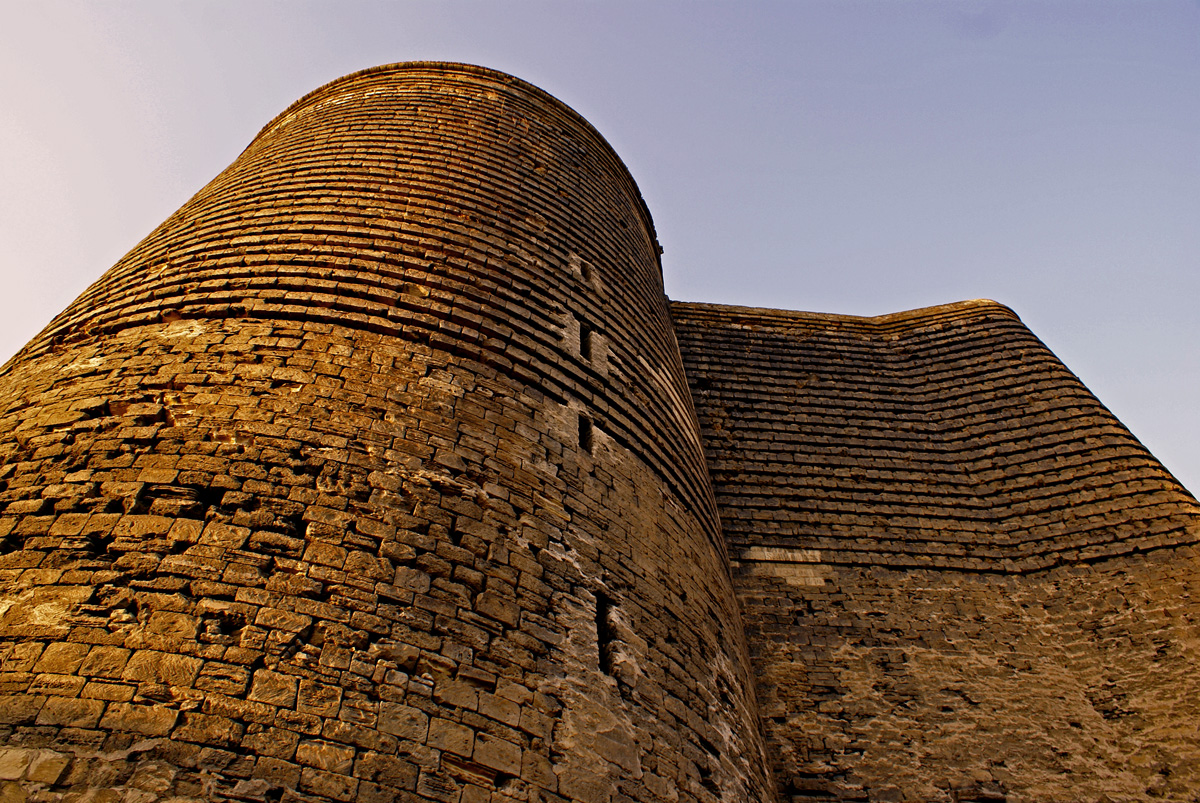
ميدان البرج في باكو.
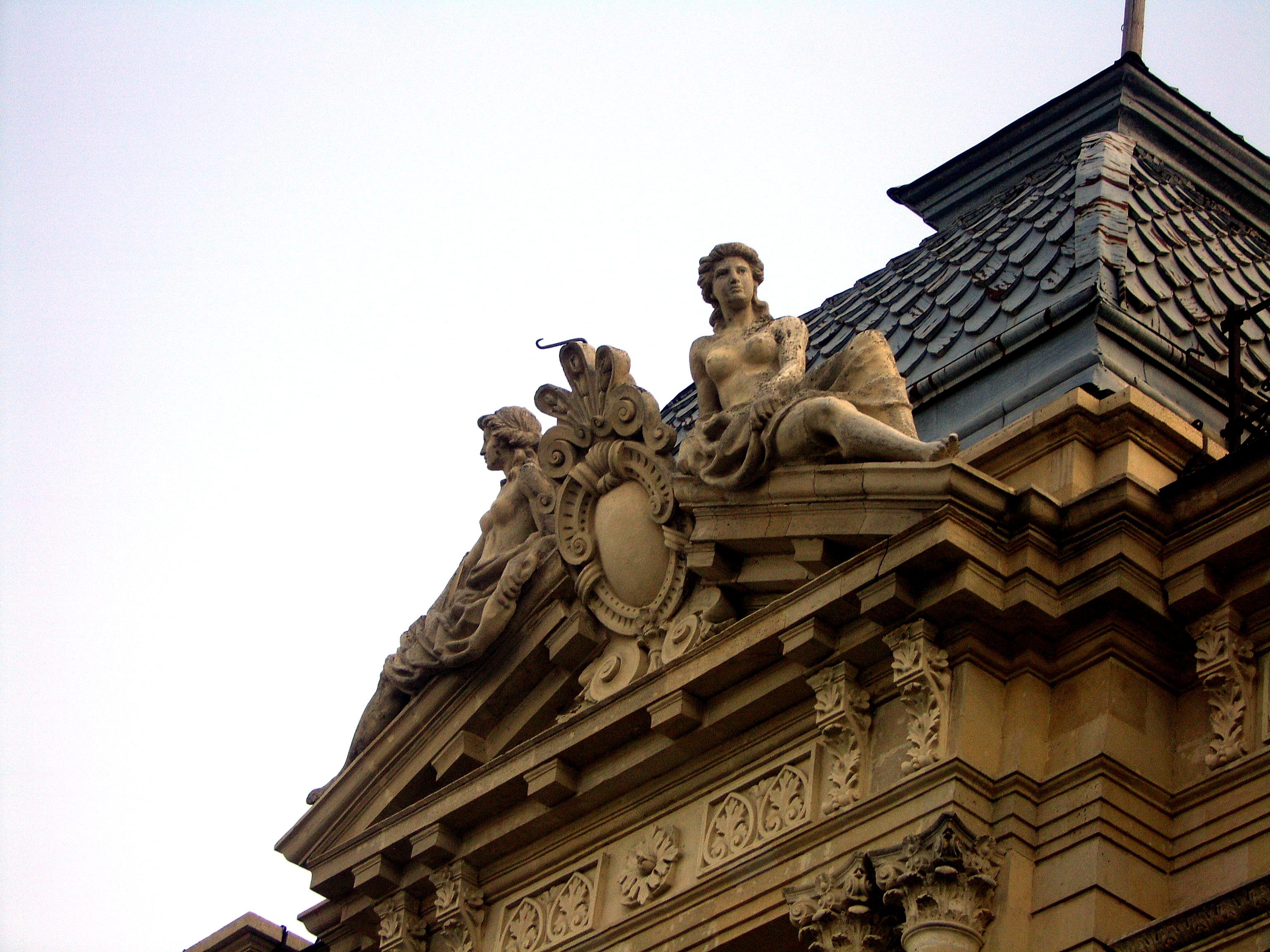
متحف التاريخ في أذربيجان.
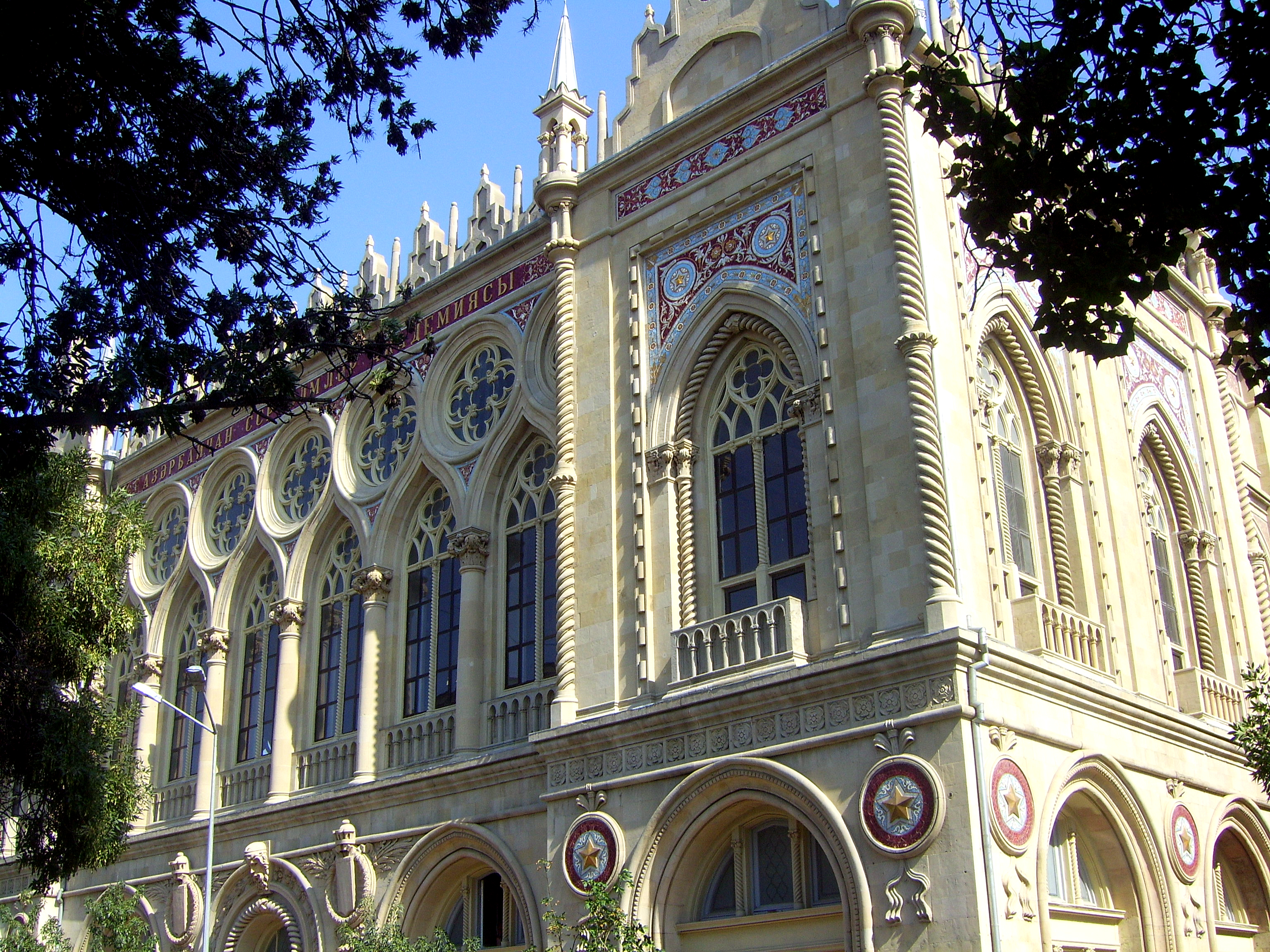
مبنى إسماعيلي في باكو.
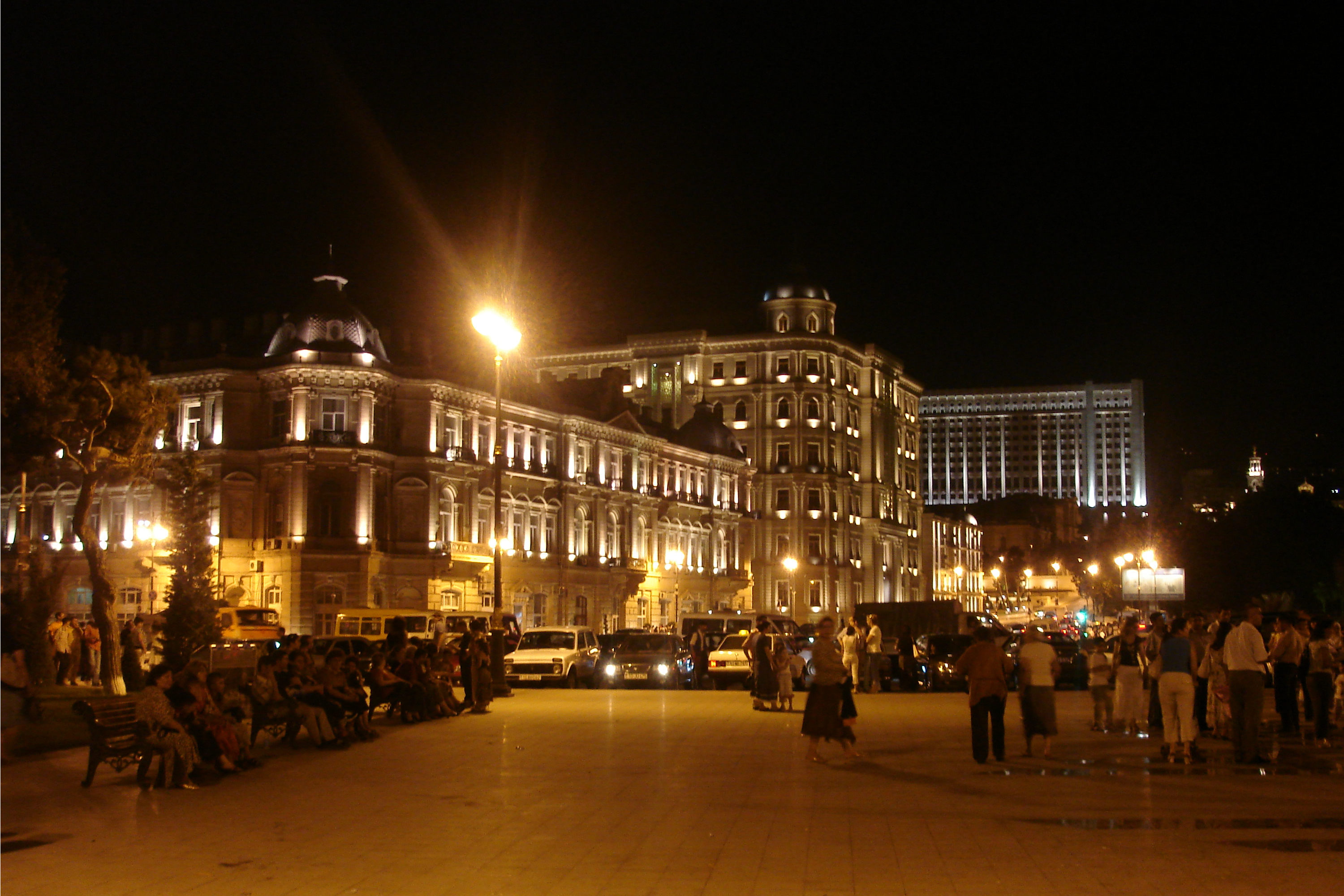
داخل مدينة باكو.
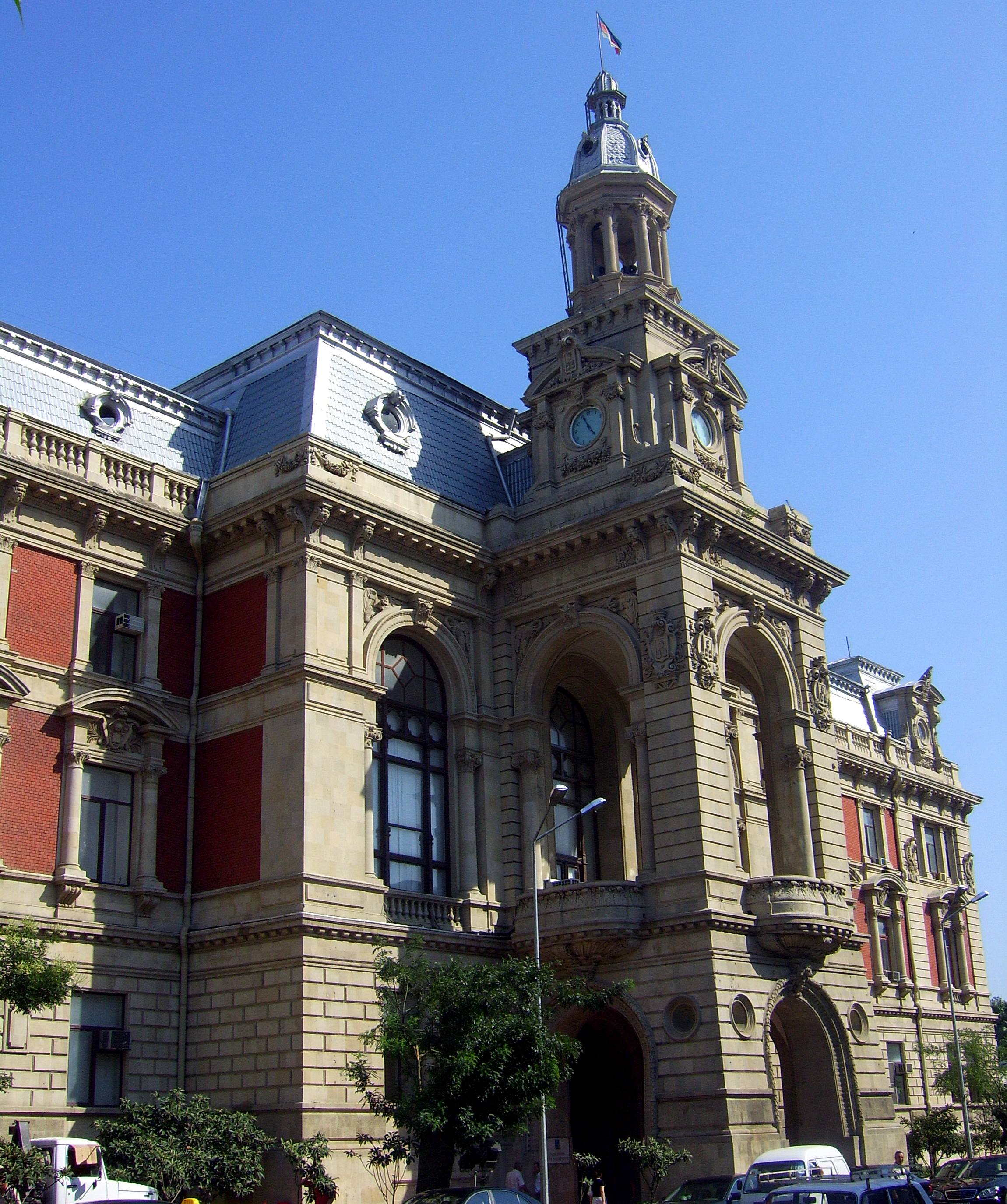
محكمة أذربيجان.
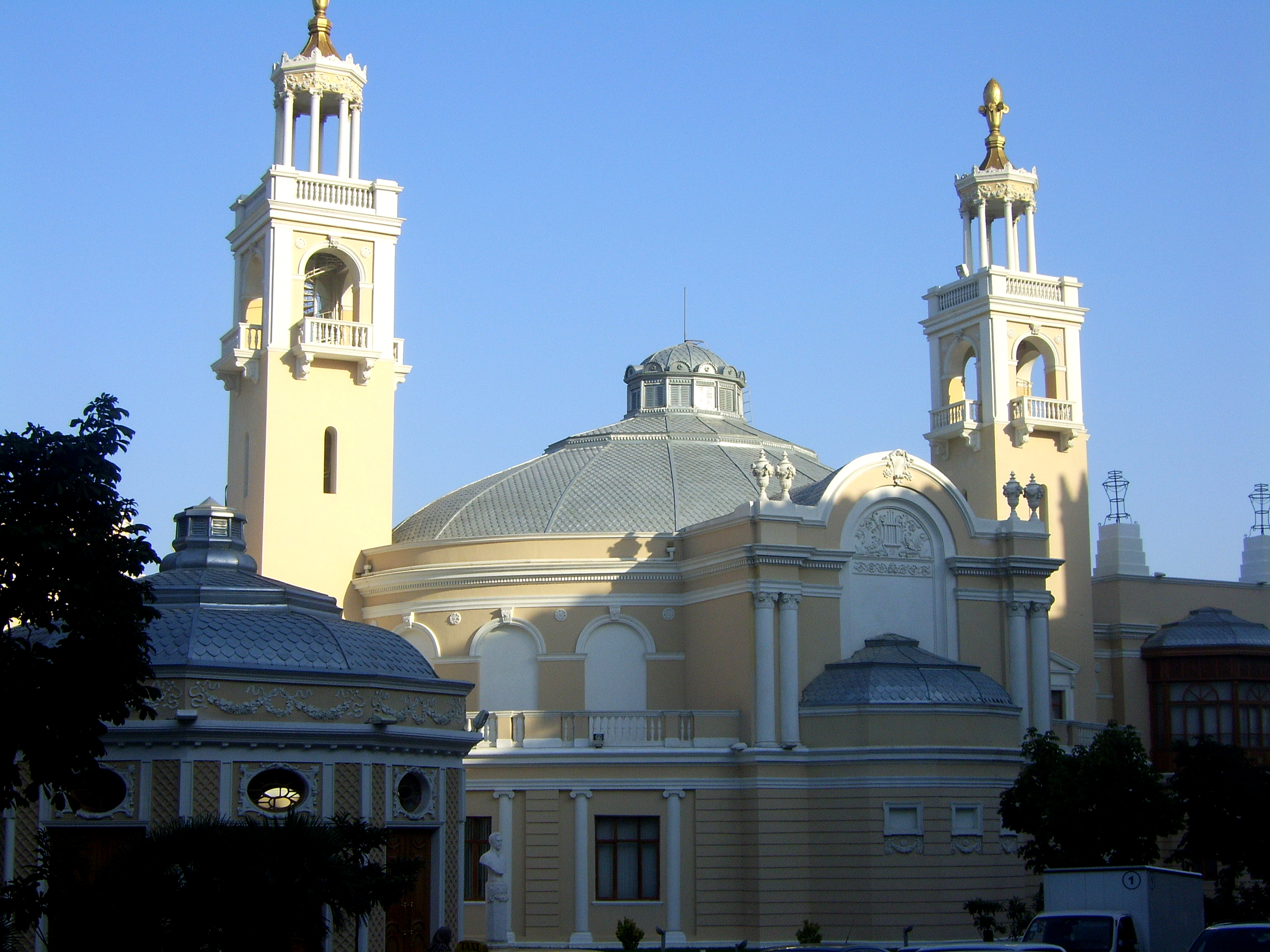
مسرح الدمية في أذربيجان.
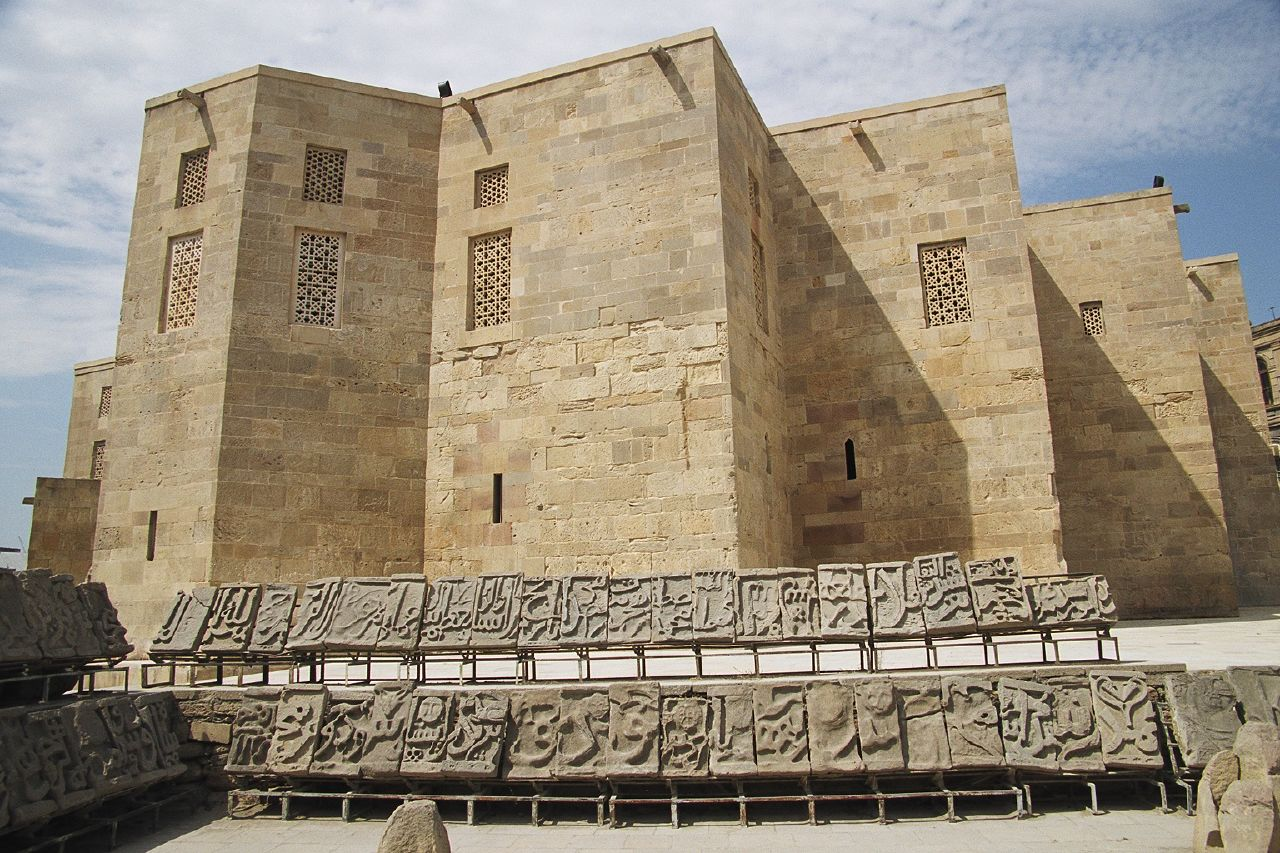
قصر الشيرفانشاه.
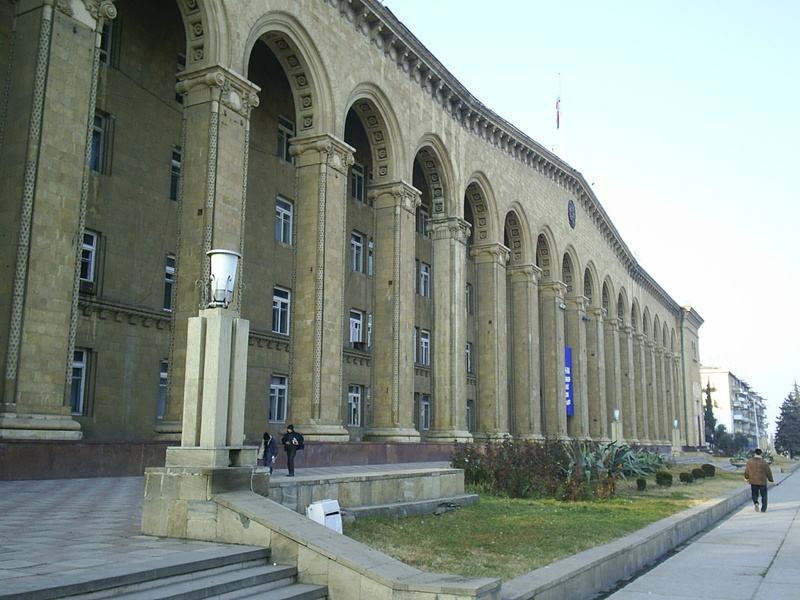
مبنى البلدية.
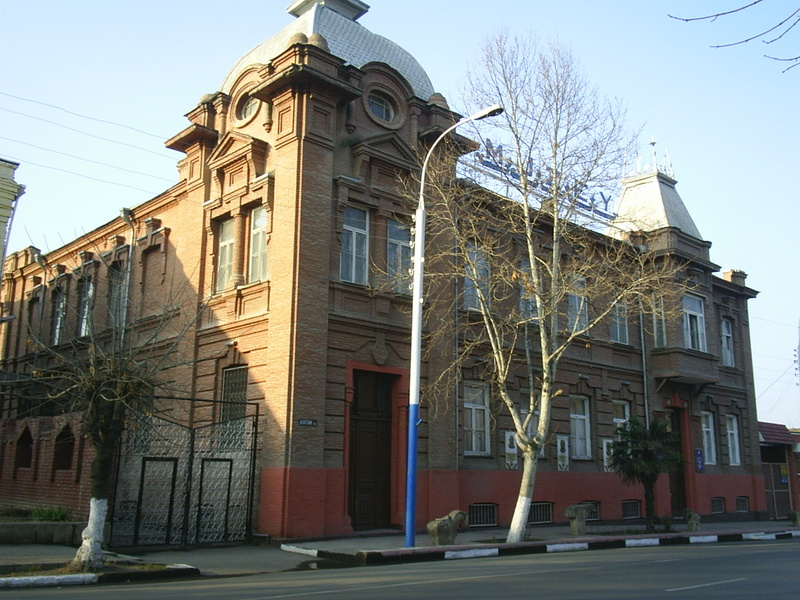
متحف الآثار في كنجة.
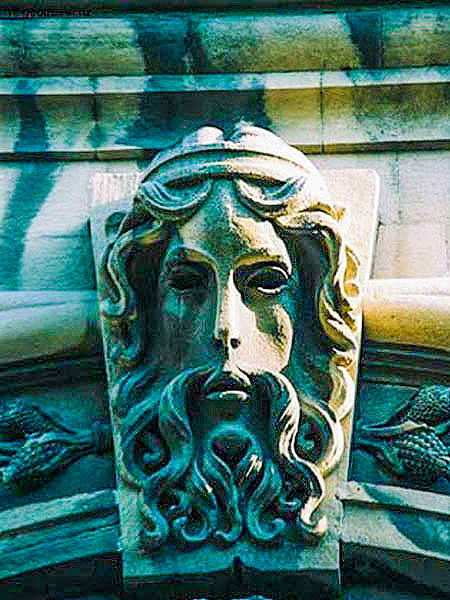
تفاصيل مبنى إسماعيلي قديم.